# Shoshenq I
Hedjkheperre Setepenre Shoshenq I a fost un rege Egiptean din tribul Meshwesh.